# الدقلة في عراجينها (رواية)
الدقلة في عراجينها هي رواية تونسية ألفها الكاتب التونسي بشير خريف سنة 1959، وقع اختيارها كواحدة من ضمن أفضل مائة رواية عربية.

## تقديم الكتاب
يطرح الكاتب في هذه الرواية مسألة الأرض كينبوع للمأساة الاجتماعية ويتبعها بطابع تسجيلي انتقادي بمعنى أن عديداً من الشرائح الاجتماعية تتعرض لاستغلال الإقطاع ومن هنا جاءت الرؤية الاجتماعية لدى الكاتب رهينة مفهوم الإطار الفكري المتكيء على الانتساب الحزبي والإيديولوجي الماركسي كمعين اشتهر ذلك الوقت، لحل المعضلات وتجاوز الأزمات وتذليل العراقيل والمعوقات، كما امتزج بخليط من المؤثرات الأجنبية وتتجلى لنا ملامح هذه الرؤية معاً كلما أوغلنا في عالمها الفسيح خطوة خطوة.